# Michael Nouri
Michael Nouri (Washington D. C., 9 de diciembre de 1945) es un actor estadounidense, reconocido por su papel como Nick Hurley en la película de 1983 Flashdance. Participó en numerosas series de televisión, entre las que destacan NCIS, The O.C. y Damages. También apareció junto a Queen Latifah en la comedia de 2006 Last Holiday e interpretó al detective Thomas Beck en el filme de ciencia ficción The Hidden.

## Filmografía

### Cine
| Año  | Título                           | Personaje               | Notas         |
| ---- | -------------------------------- | ----------------------- | ------------- |
| 1969 | Goodbye, Columbus                | Don Farber              | No acreditado |
| 1981 | Gangster Wars                    | Charles "Lucky" Luciano |               |
| 1983 | Flashdance                       | Nick Hurley             |               |
| 1986 | The Imagemaker                   | Roger Blackwell         |               |
| 1986 | GoBots: Battle of the Rock Lords | Boulder                 |               |
| 1987 | The Hidden                       | Thomas Beck             |               |
| 1988 | Thieves of Fortune               | Juan Luis               |               |
| 1990 | Little Vegas                     | Frank de Carlo          |               |
| 1990 | Captain America                  | Teniente Louis          |               |
| 1990 | Fatal Sky                        | Jeff Milker             |               |
| 1991 | The Psychic                      | Theodore 'Ted' Steering |               |
| 1991 | Total Exposure                   | Dave Murphy             |               |
| 1992 | Black Ice                        | Ben Shorr               |               |
| 1993 | Da Vinci's War                   | China Smith             |               |
| 1993 | American Yakuza                  | Dino Campanela          |               |
| 1993 | No Escape, No Return             | Dante                   |               |
| 1994 | Fortunes of War                  | Padre Aran              |               |
| 1994 | Inner Sanctum II                 | Bill Reed               |               |
| 1994 | Madame Hollywood                 | Jimmy Scavetti          |               |
| 1995 | Hologram Man                     | Edward Jameson          |               |
| 1995 | To the Limit                     | Thomas 'China' Smith    |               |
| 1996 | Overkill                         | Lloyd Wheeler           |               |
| 2000 | Finding Forrester                | Dr. Spence              |               |
| 2001 | Carman: The Champion             | Freddie                 |               |
| 2001 | 61*                              | Joe DiMaggio            |               |
| 2001 | Lovely & Amazing                 | Dr. Crane               |               |
| 2002 | Terminal Error                   | Brad Weston             |               |
| 2003 | Klepto                           | Dr. Cohn                |               |
| 2003 | Stuey                            | Vincent                 |               |
| 2004 | The Terminal                     | Max                     |               |
| 2005 | Searching for Bobby D            | Angelo                  |               |
| 2005 | Boynton Beach Club               | Donald                  |               |
| 2006 | Last Holiday                     | Stewart                 |               |
| 2006 | Invincible                       | Leonard Tose            |               |
| 2009 | The Proposal                     | Chairman Bergen         |               |
| 2012 | Any Day Now                      | Miles Dubrow            |               |
| 2014 | Taken Away                       |                         |               |
| 2015 | The Squeeze                      | Jimmy Diamonds          |               |
| 2017 | Teleios                          | Nordham                 |               |
| 2018 | Con Man                          | Joe                     |               |
| 2019 | Street Justice                   | Bill Wallace            |               |

### Televisión
| Año       | Título                                                    | Papel                         | Notas        |
| --------- | --------------------------------------------------------- | ----------------------------- | ------------ |
| 1970      | Somerset                                                  |                               |              |
| 1975      | Beacon Hill                                               | Giorgio Bullock               | 11 episodios |
| 1975–1978 | Search for Tomorrow                                       | Steve Kaslow                  |              |
| 1977      | Contract on Cherry Street                                 | Lou Savage                    | Telefilme    |
| 1979      | The Curse of Dracula                                      | Drácula                       | 1 episodio   |
| 1979      | The Last Convertible                                      |                               |              |
| 1980      | Fun and Games                                             | Greg                          | Telefilme    |
| 1981      | The Gangster Chronicles                                   | Charles "Lucky" Luciano       |              |
| 1983      | Secrets of a Mother and Daughter                          | Alex Shepherd                 | Telefilme    |
| 1983      | Bay City Blues                                            | Joe Rohner                    | 8 episodios  |
| 1984      | Spraggue                                                  | Michael Spraggue              | Telefilme    |
| 1985      | Star Fairies                                              | Gigante                       | Telefilme    |
| 1986–1987 | Downtown                                                  | Det. John Forney              |              |
| 1986      | Between Two Women                                         | Harry Petherton               | Telefilme    |
| 1986      | Rage of Angels: The Story Continues                       | James Moretti                 | Telefilme    |
| 1988      | Quiet Victory: The Charlie Wedemeyer Story                | Charlie Wedemeyer             | Telefilme    |
| 1990      | Shattered Dreams                                          | John Fedders                  | Telefilme    |
| 1991      | Changes                                                   | Peter Hallam                  | Telefilme    |
| 1992      | In the Arms of a Killer                                   | Brian Venible                 | Telefilme    |
| 1992–1995 | Love & War                                                | Kip Zakaris                   | 67 episodios |
| 1992      | Exclusive                                                 | Reed Pierce                   | Telefilme    |
| 1992      | The Sands of Time                                         | Jaime Miro                    | Telefilme    |
| 1994      | Eyes of Terror                                            | David Zaccariah               | Telefilme    |
| 1995      | Victor/Victoria                                           | King Marchand                 | Telefilme    |
| 1995      | Between Love & Honor                                      | "Crazy" Joe Gallo             | Telefilme    |
| 1997      | Law & Order                                               | Dr. Michael Cosgrove          | 1 episodio   |
| 1998      | This Matter of Marriage                                   | Adam Barr                     | Telefilme    |
| 1999      | Too Rich: The Secret Life of Doris Duke                   | Porfirio Rubirosa             | Telefilme    |
| 1999      | Law and Order SVU                                         | Dallas Warner                 | 1 episodio   |
| 2000–2003 | Touched by an Angel                                       | Carl Northum / Greg Sawyer    |              |
| 2001      | Second Honeymoon                                          | Phillip                       | Telefilme    |
| 2001      | Gideon's Crossing                                         | Cardiólogo                    | 2 episodios  |
| 2003      | The District                                              | Spencer                       | 1 episodio   |
| 2003      | The Lyon's Den                                            | Simon Freed                   | 1 episodio   |
| 2004–2007 | The O.C.                                                  | Dr. Neil Roberts              | 19 episodios |
| 2004      | The Practice                                              | Dwight Haber                  | 1 episodio   |
| 2004      | The West Wing                                             | Roy Turner                    | 1 episodio   |
| 2004      | Cold Case                                                 | Kyle Silver                   | 1 episodio   |
| 2004      | Medical Investigation                                     | Wes Douglas                   | 1 episodio   |
| 2004      | The Young and the Restless                                | Elliot Hampton                | 17 episodios |
| 2004      | Star Trek: Enterprise                                     | Syrran                        | 1 episodio   |
| 2006      | South Beach                                               | Warren Stella                 | 1 episodio   |
| 2006      | CSI: NY                                                   | Denney Lancaster              | 1 episodio   |
| 2007      | Brothers & Sisters                                        | Milo Peterman                 | 3 episodios  |
| 2007      | Without a Trace                                           | Byron Carlton                 | 1 episodio   |
| 2007–2011 | Damages                                                   | Phil Grey                     |              |
| 2007–2013 | Law & Order: Criminal Intent                              | Elder Roberts / Henry Webster | 2 episodios  |
| 2008–2013 | NCIS                                                      | Eli David                     |              |
| 2008      | Privileged                                                | Miles Franklin                | 1 episodio   |
| 2009–2010 | Army Wives                                                | General Ludwig                | 4 episodios  |
| 2009      | Crash                                                     | Wesley Thigpen                | 2 episodios  |
| 2010–2011 | All My Children                                           | Caleb Cooney                  |              |
| 2010      | Legend of the Seeker                                      | Frederick Amnell              | 1 episodio   |
| 2011      | House                                                     | Thad Barton                   | 1 episodio   |
| 2013      | Body of Proof                                             | Daniel Russo                  | 1 episodio   |
| 2013      | Hunt for the Labyrinth Killer                             | Galen Anderson                | Telefilme    |
| 2013      | Major Crimes                                              | Steven Keller                 | 1 episodio   |
| 2014      | The Exes                                                  | James Malcolm                 | 1 episodio   |
| 2014      | Taken Away                                                | Senador Worthington           | Telefilme    |
| 2015      | The Slap                                                  | Thanassis                     | 5 episodios  |
| 2015      | Chicago P.D.                                              | Carlo Tafani                  | 1 episodio   |
| 2016      | Blue Bloods                                               | Nick Constantine              | 1 episodio   |
| 2016      | Heartbeat                                                 | Gérard Panttiere              | 1 episodio   |
| 2017      | Manhunt: Unabomber                                        | Bob Guccione                  | 1 episodio   |
| 2018      | The Assassination of Gianni Versace: American Crime Story | Norman Blachford              | 2 episodios  |
| 2018      | Great Performances                                        |                               | 1 episodio   |
| 2018      | Yellowstone                                               | Bob Schwartz                  | 2 episodios  |
| 2018      | Paper Empire                                              | Gino                          | 1 episodio   |

### Teatro
| Año  | Título          | Papel              |
| ---- | --------------- | ------------------ |
| 1968 | Forty Carats    | Peter Latham       |
| 1995 | Victor/Victoria | King Marchan       |
| 2000 | Call Me Madam   | Cosmo Constantine  |
| 2001 | South Pacific   | Emile de Beque     |
| 2003 | Camille Claudel | Auguste Rodin      |
| 2004 | Can-Can         | Aristide Forestier |